# Mrtvice, Kočevje
Mrtvice este o localitate din comuna Kočevje, Slovenia, cu o populație de 40 de locuitori.